# استيكر (كورنوال)
استيكر (بالإنجليزية: Sticker, Cornwall)‏ هي قرية تقع في المملكة المتحدة في كورنوال.